# Auguste Reymond (fotograf)
Auguste Reymond (4. května 1825, Le Brassus – 22. července 1913, Prilly) byl švýcarský fotograf.

## Životopis
Po vyučení hodinářem se začal věnovat fotografii, přičemž jeho hlavním námětem bylo údolí Vallée de Joux. V letech 1861 až 1870 pobýval v Ženevě, kde se specializoval na reprodukci uměleckých děl. Poté se vrátil do Vallée de Joux, kde fotografoval místní krajinu, hodinky, astronomické přístroje a různé místní události. Tímto způsobem vytvořil mnoho historických a etnografických dokumentů, které zachycují život v této oblasti na přelomu 19. a 20. století.

### Životopisy
- Charles-Henri Favrod; DANIEL AUBERT; PIERRE AUBERT. Auguste Reymond, Photographer of the Valley, 1825–1913. [s.l.]: Éditions de la Thièle ISBN 978-2-8283-0022-7.
- Daniel Aubert. The Valley of Joux by Auguste Reymond. [s.l.]: Éditions de la Thièle ISBN 978-2-8283-0040-1.